# أوكتوخوس هاجيوبوليتان

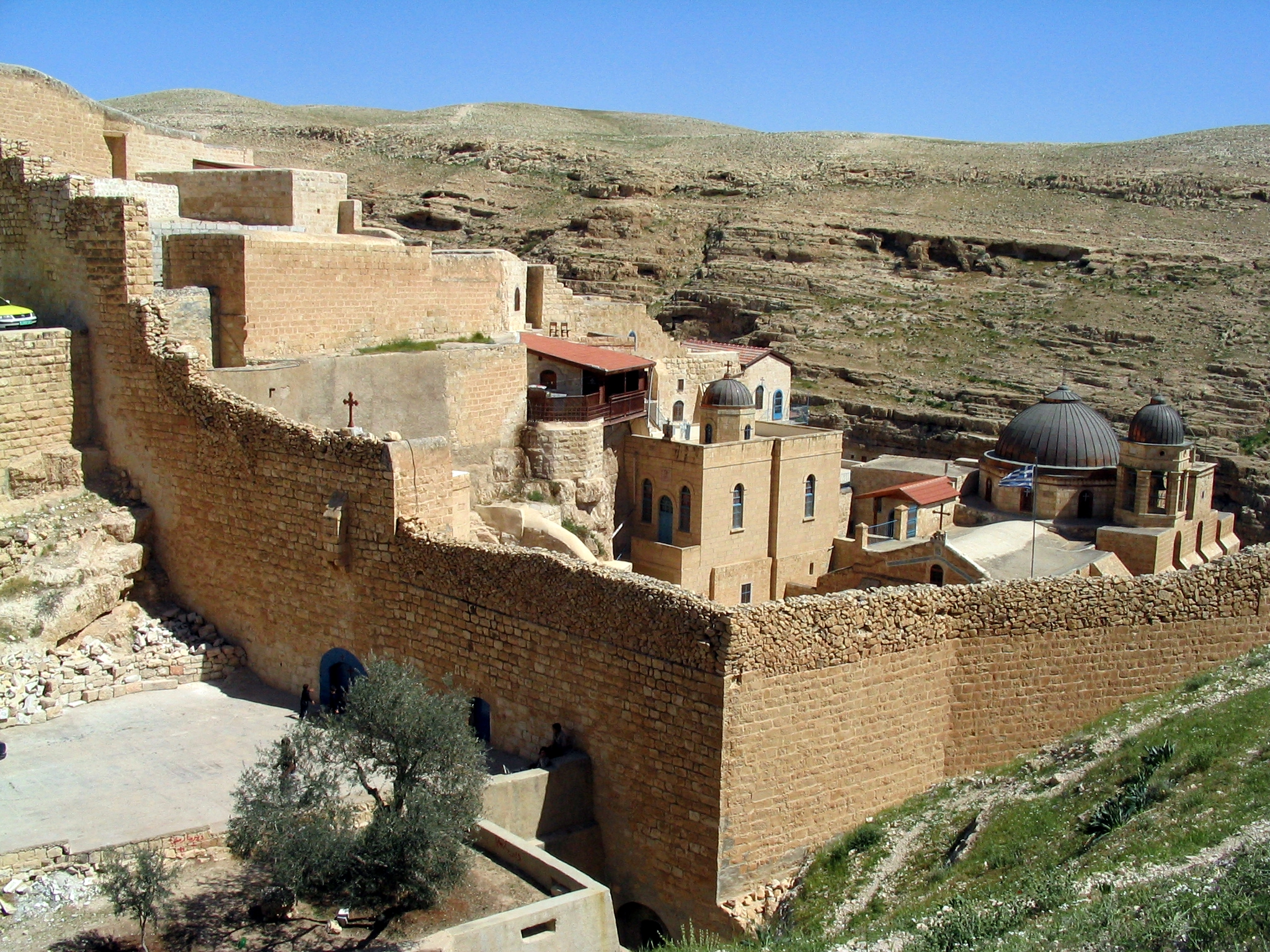
دير مار سابا (1453)

اوكتوخوس" (بالنطق اليوناني [okˈtóixos]) هو اسم النظام المؤلف من ثمانية أوضاع الذي كان يستخدم في تأليف الترانيم الدينية في معظم الكنائس المسيحية خلال العصور الوسطى وبشكل معدل، ما زال ينظر إلى الاكتوخوس على أنه الأساس لتقليد الترانيم الأرثوذكسية الأحادية اليوم.
أُنشئ اوكتوخوس كمفهوم طقسي لينظم التقويم إلى دورات مدتها ثمانية أسابيع وكان هذا ابتكارا من مؤلفي الترانيم الرهبانية في دير مار سابا في فلسطين والقسطنطينية وتم قبوله رسميا في مجلس كوينيسيكست لعام ٦٩٢، كما يهدف نظام اوكتوخوس الى استبدال الشعر التفسيري للكونتاكيون وغيره من الشعر الخطابي، كما تم غناؤه أثناء الخدمة الصباحية للكاتدرائيات.
تم إنشاء نظام مشابه من ثمانية أوضاع في أوروبا الغربية خلال فترة الإصلاح الكارولنجي وخصيصا في المجلس الثاني لمدينة نيقية في عام ٧٨٧م ومن المحتمل جدا أن تكون هذه محاولة للاقتداء بالكنيسة الشرقية.
الدليل على ذلك هو كتاب الترانيم المختصر المعروف ب "توناري" وهو عبارة عن قائمة ببدايات الترانيم مرتبة وفقا لصيغة التنغيم لكل نغمة في المزمور، بعد ذلك تمت كتابة الألحان النغمية والنظرية بالكامل، كان الكتاب البيزنطي اوكتوخوس (القرن التاسع) واحدًا من أوائل كتب الترانيم التي تحتوي على تدوين موسيقي وتعود أقدم نسخه إلى القرن العاشر.

## الأصول
غالبًا ما يدرس طلاب الترنيمة الأرثوذكسية اليوم تاريخ الترنيمة البيزنطية في ثلاث فترات التي تم تحديدها بأسماء يوحنا الدمشقي (675/676-749) باسم "البداية" وجون كوكوزليس (حوالي 1280-1360) باسم "الزهرة". (باباديك أوكتوخوس) وكريسانثوس ماديتوس (حوالي ١٧٧٠ - ١٨٤٠) بصفته سيد التقليد الحي اليوم (أوكتوخوس النيوبيزنطي). يتمتع الأخير بسمعة أنه ربط في عصره التقليد الحالي بماضي الترنيمة البيزنطية الذي كان في الواقع عمل أربعة أجيال على الأقل من المعلمين في مدرسة الموسيقى الجديدة التابعة للبطريركية.
بدأ تقسيم التاريخ إلى ثلاث فترات في وقت متأخر جدًا من القرن الثامن على الرغم من أن إصلاح الأوكتوخوس قد تم قبوله بالفعل قبلها ببضعة عقود وذلك قبل أن يدخل يوحنا وكوزماس إلى دير مار سابا في فلسطين ويمكن أن يعود تاريخ أقدم المصادر التي قدمت دليلاً على استخدام الأوكتوخوس في الترنيمة البيزنطية إلى القرن السادس.

### القدس، الاسكندرية أو القسطنطينية
تم تأكيد الجدول الزمني المشترك حول يوحنا الدمشقي من خلال أطروحة من القرن التاسع تسمى "هاجيوبوليت" (من "أجيوس بوليس" أي "المدينة المقدسة" في إشارة إلى القدس) حيث نجت الأطروحة فقط في شكل كامل كنسخة متأخرة. كان من المفترض أن تكون أطروحة هاجيوبوليت بمثابة مقدمة لكتاب يسمى "تروبولوجيون" وهو كتاب ترانيم من القرن التاسع تم استبداله بكتاب الاكتويخوس كجزء من الستيشرون وهو أحد كتب الترانيم الأولى المزودة بالكامل بالتدوين الموسيقي، من الواضح أن التركيز اللاهوتي على يوحنا الدمشقي كان النتيجة المتأخرة للتطويرات التي حدثت في القرن التاسع حول مجمع نيقية الثاني لعام ٧٨٧، لذلك كان جزءًا من الإصلاح اللاحق بين القدس والقسطنطينية وكان الدافع لاهوتيًا، ليس فقط بسبب مساهماته في التروبولوجية (الترانيم الدينية) ولكن أيضًا بسبب الدور الرئيسي الذي لعبه يوحنا الدمشقي ضد محطمي التماثيل الدينية في ذلك المجمع.
إن المفهوم اللاهوتي والطقوسي لدورة مدتها ثمانية أسابيع يعود في الأصل إلى طقوس كاتدرائية القدس خلال القرن الخامس وكان في الأصل التبرير المسيحي ليوم الأحد باعتباره اليوم الثامن بعد الشبات، افترض بيتر جيفري وجود مرحلة أولى كان خلالها المفهوم موجودًا بشكل مستقل في أماكن مختلفة ومرحلة ثانية حيث أصبحت فلسطين المركز الرئيسي لإصلاح الترنيمة الرهبانية، تم تأسيس نماذج إصلاحية استخدمها لاحقاً جيل يوحنا الدمشقي وعلى الرغم من أن الفقرة الأولى من "هاجيوبوليتس" تنسب الرسالة إلى يوحنا الدمشقي فمن المحتمل أنها كتبت بعد حوالي ١٠٠ عام من وفاته ومرت بعدة تعديلات خلال القرون التالية.
لا يوجد شك في أن إصلاح الاوكتوخوس نفسه قد حدث بالفعل بحلول عام ٦٩٢ وذلك لأن بعض المقاطع في هاجيوبوليتس تعيد صياغة نصوص قانونية معينة (شرائع المراسيم المجمعية)، افترض ايريك وارنر أن نظام الأوضاع الثماني تطور في القدس منذ أواخر القرن الخامس وأن الإصلاح الذي قام به مؤلفو ترانيم مار سابا كان بالفعل توليفة من الأسماء اليونانية القديمة المستخدمة في المجازات وتم تطبيقها على نموذج من أصل سوري قد اُستخدم بالفعل في التقليد البيزنطي للقدس. خلال القرن الثامن وقبل وقت طويل من ترجمة الرسائل اليونانية إلى اللهجات العربية والفارسية بين القرنين التاسع والعاشر، كان هناك اهتمام كبير من قبل العلماء النظريون مثل أبو يوسف الكندي الذي تُرجمت مصطلحاته العربية بشكل واضح من اليونانية.
وقد بين الكندي المسافات الموجودة على لوحة المفاتيح لعود بسيط رباعي الأوتار بدءًا من الوتر الثالث بالإضافة إلى سبع خطوات في الاتجاه التصاعدي كما في الاتجاه التنازلي.
وفقًا لإيكهارد نويباور فإنه يوجد نظام فارسي آخر مكون من سبعة ادفار ("دورات") خارج الاستقبال العربي للاوكتوخوس البيزنطي الذي ربما كان نقلًا ثقافيًا من الأطروحات السنسكريتية حيث كانت المصادر الفارسية واليونانية القديمة المرجع الرئيسي لنقل المعرفة في العلوم العربية الإسلامية.

### الاصلاح الرهباني لدير مار سابا
وفقا لـ"هاجيوبوليتس" فقد تم تقسيم الأوضاع الثمانية إلى أربعة أوضاع أصيلة وأربعة أوضاع مثرية ومطورة وكانت جميعها ضمن المقطوعات الموسيقية.

#### ٨ اوضاع موسيقية لأكتوخوس هاجيوبوليتان
على الرغم من النسخ المتأخرة لمؤلف هاجيوبوليتس اليوناني إلا أن أقدم وصف لاتيني لنظام الأوضاع اليونانية الثمانية هو مجموعة معالجات من القرن الحادي عشر تسمى "آليا موسيكا"، تم ترجمة "إيكوس" إلى "سونوس" من قبل مترجم مجهول الذي قام بالتعليق ومقارنة الأوكتوخوس البيزنطي.
هذا الوصف اللاتيني حول الاوكتوخوس المستخدم من قبل المغنيين اليونانيين هو وصف دقيق جدًا حيث يشير إلى أن كل زوج من الكيوري والبلاجيوي يستخدمون نفس جهاز الاوكتاف الذي ينقسم إلى خمسة (بينتاكورد) وأربعة (تيتراكورد) D—a—d في بروتوس، E—b—e في ديفتيروس، F—c—f في تريتوس، و  C—G—c في تيتارتوس،  بينما كانت للكيوري الفايناليس في الأعلى وكانت للبلاجيوي الفايناليس في الأسفل.
صيغ التلحين المعروفة باسم إنيكيما (باليونانية: ἐνήχημα) للأوضاع الأصيلة (الكيريوي) عادةً ما تهبط داخل البنتاكورد وتعود في النهاية، بينما تنتقل الأوضاع المثرية (البلاجيوي) إلى الثالث العلوي فقط، تشير أطروحات الحوار (باليونانية: ἐρωταποκρίσεις، erotapokriseis) إلى الأوضاع الثمانية الدياتونية في هاجيوبوليتس عندما يستخدمون تلحينات الكيريوي للعثور على البلاجيوي.

### فثواري وميسوي من آيا صوفيا
وفقًا لـ "هاجيوبوليتس" وهو أقدم عالم نظري قال إن هناك فثوراي اثنين إضافيين ("المدمرين") يشبهان الأوضاع الصحيحة التي لا تناسب نظام الأوضاع الأوكتوخوسي، لذا كان أوكتوخوس هاجيوبوليتس في الواقع نظامًا يتكون من ١٠ أوضاع ولكن تواريخ تعريفات الفثوراي المتعلقة بالأوضاع اعتبرتها في البداية أوضاعًا خاصة بها بسبب ميلها الخاص وأن نماذجها يجب أن تُغنى خلال دورة الثمانية أسابيع، كانت هذه الميسوي للتتارتوس والبروتوس مع وجود فايناليس وقاعدة بين الكيريوي والبلاجيوي، محببة بوضوح للملحنين مثل يوحنا الدمشقي وأخيه الأكبر كوزماس بينما تم إنشاء مفهوم الانتقال بين الأوضاع في وقت لاحق، يبدو أن بناء الأوضاع الثمانية تم إنشاؤه في وقت لاحق من جيل ثيودور وأخيه جوزيف.
يذكر بابادياكي اللاحق أن التغييرات بين echos tritos و echos plagios tetartos تم جسرها بواسطة phthora nana التوافقي والتغييرات بين echos protos و echos plagios devteros بواسطة phthora nenano اللوني.
إن مصطلحات الهاجيوبوليت تشير بطريقة ما إلى أن النينانو والنانا مثل كفثواري "يدمران" درجة أو اثنتين من درجات النغمات الموسيقية المستخدمة داخل التيتاركورد بحيث يتم إخضاع المقاطع اللونية والتناغمية بطريقة ما واستبعادها من المقطوعة الموسيقية، هذا ما يثير التساؤل، متى أصبحت الموسيقى في الشرق في العصور الوسطى مقطوعة موسيقية بالكامل، حيث تم تلوين بعض الألحان بالمقاطع التوافقية واللونية وذلك حسب مدرسة دمشق، هذا هو السؤال حول الفرق بين الإصلاح الهاجيوبوليتاني لعام ٦٩٢ وبقدر ما كان يعارض التقليد القسطنطيني ونظامه النموذجي الخاص.

## الاستقبال اللاتيني
كان إدخال نظام الأوضاع الثمانية في تقاليد الترانيم الغربية جزءًا من الإصلاح الكارولنجي  وكان الدافع الرسمي وراء ذلك هو تأكيد البابا أدريان الأول على إصلاح سابق للترانيم الشرقية خلال المجمع الكنسي عام ٧٨٧ الذي قبل خلاله إصلاح التقاليد الغربية أيضًا، بالرغم من ذلك فإن الاهتمام الكارولنجي بالأوكتوخوس البيزنطي يمكن أن يعود بالفعل إلى زيارة سابقة قبل بضع سنوات عندما قدم الإرث البيزنطي سلسلة من الأنتيفونات التي تم غنائها خلال موكب عيد الغطاس، كانت هذه الأنتيفونات بمثابة نموذج للأوضاع الثمانية وفقًا لنظام هاجيوبوليتان.
تمت دراسة الاختراع المعاصر للنسخة اللاتينية المناسبة لنظام الأوضاع الثمانية بشكل أساسي من منظورين:
- استقبال نظرية الموسيقى اليونانية القديمة منذ بوثيوس والتوليف بين نظرية الموسيقى كعلم وفن ليبرالي للرياضيات الرباعية من ناحية وكونها وسيلة لنقل الترنيمة من ناحية أخرى، كانت نغمات الكنيسة الثمانية تسمى بأسماء أنواع الأوكتاف التي لم تكن مرتبطة بأنماط الأوضاع ونظرية الانشاد البسيط في الأزمنة السابقة.
- تم تبسيط نقل الترانيم من خلال نوع مخطوطة غربية تسمى "توناري" الذي سمح بنقل مجموعة ضخمة من الترانيم مثل الترانيم الرومانية وأيضًا تصنيفها النموذجي الاستنتاجي غير النقل الشفهي للترنيمة بالكامل.

### التوليف في نظرية الموسيقى اللاتينية
قام العلماء النظريون الذين لم يعرفوا الاستعارات اليونانية إلا من خلال ترجمة بوثيوس في القرن السادس بتوليف نظرية الموسيقى اليونانية القديمة مع اعتبار الاوكتوخوس كنظام من ثمانية نغمات كنسية التي تم تحديدها مع الاستعارات. لم يتم إجراء هذا التوليف قبل الإصلاح الكارولينجي (الذي يرجع تاريخه عادة إلى إعلان شارلمان العام الذي صدر مرسومه في عام ٧٨٩) وذلك قبل أن يتم فصل نظرية الموسيقى كعلم بشكل صارم عن نقل الترانيم والغناء الكنسي كمهنة مخصصة للموسيقى الكنيسة.
المصطلحان تروبس (تحويل الأوكتاف) و مودس (نوع الأوكتاف المحدد بموضع النغمة، النغمة الكاملة بنسبة 9:8، والسيميتونيوم والنغمة النصفية بنسبة 256:243) مأخوذة من ترجمة بوثيوس  ولكن تم تطبيق أسماء الأوضاع العتيقة السبعة على نغمات الكنيسة الثمانية المسماة توني. يمكن العثور على المحاولة الأولى للربط بين نظرية الموسيقى اليونانية القديمة (كما عبر عنها بوثيوس) ونظرية الإنشاد البسيط في أطروحة دي هارمونيكا إنستوسيتي التي كتبها هوكبالد من دير سانت أماند التي وتم تقرير 4 "نهايات" فيها التي تشكل رباعي الوتر D—E—F—G وقد تم إجراؤه بالفعل في العصر الكارولنجي في الأطروحات Musica وScolica enchiriadis. Musica enchiriadis هي أيضًا الأطروحة اللاتينية الوحيدة التي تشهد على وجود نظام النغمات الرباعية، ممثلاً بـ٤ علامات داسيا وبالتالي تسمى "نظام داسيا" وحتى الاستخدام العملي للتبديل (metabolē kata tonon) (في الإنشاد العادي يسمى " أبسونيا "، اسمه ربما مشتق من "سونوس" وهو المصطلح اللاتيني لكلمة "إيخوس" اليونانية ولكن في سياق هذا المؤلف تم استخدام مصطلح "أبسونيا" لوصف شكل بدائي من البوليفونية أو التنويع الموسيقي بدلاً من أن يكون وصفًا دقيقًا للانتقال في الإنشاد المفرد، كما كان يستخدم في بعض أنماط الإنشاد البيزنطي.
ووفقًا للتوليف اللاتيني، فإن النغمات الأصيلة والفلجية للبروتوس والديوتيروس والتريتوس والتيتراردوس لم تستخدم نفس المجال الصوتي كما في أوكتوخوس هاغيوبوليتان ولكن النغمات الأصيلة والفلجية استخدمتا الفايناليس للفلجيوس، بحيث لم يعد استخدام الفايناليس للكيريوس وهي الدرجة الخامسة للنمط، كفايناليس ولكن كـ "ريبيركوسا": هي النغمة التي يتم استخدامها بشكل بسيط في الترتيل وهو اختراع حقيقي آخر من قبل مصلحي الإصلاح الكارولنجيين. تم تشكيل المجال الصوتي للنغمات الأصيلة بنفس الطريقة المستخدمة في الاوكتوخوس اليوناني، في حين استخدمت نغمات البلاجال مجال صوتي أقل حدة: بحيث لا يكون التراكورد فوق البنتاكورد ولكن أسفله وبالتالي فإن الأوكتاف الهيبودورية تشير إلى "النغمة الثانية" وتكون مكونة من A—D—a والدوريان باسم "النغمة الأولى" وهي D—a—d وقد استخدمت كلتا النغمتين D كفايناليس والأوكتاف الهيبوفريجية B—E—b وتمثل "النغمة الرابعة"، الأوكتاف الفريجية E—b—e ترتبط بـ "النغمة الثالثة" والفايناليس E تنتمي إلى الديوتيروس وهي أوكتاف الهيبوليديان C—F—c وتكون مرتبطة بـ "النغمة السادسة"، والأوكتاف الليديان F—c—f مع "النغمة الخامسة" وكلاهما يشترك في الفايناليس F المسمى "تريتوس" والأخير كان الأوكتاف السابع G—d—g  ويسمى ب"الميكسوليديان" ويشير إلى "النغمة السابعة" وفايناليسه G.

### توناري
كانت نظرية الترانيم الأقدم المرتبطة بالأوكتوخوس الكارولنجية مرتبطة بالكتاب النغمي (توناري)، لعب هذا الكتاب دورًا رئيسيًا في حفظ الترانيم وكانت أقدم النغمات التي أشارت إلى الأسماء اليونانية كعناصر في التتراكورد : πρῶτος، δεύτερος، τρίτος، و τέταρτος. تمت ترجمتها إلى اللاتينية باسم "protus" و"deuterus" و"tritus" و"tetrardus"، ولكن فقط التتراكورد D—E—F—G  كان من المفترض أن يحتوي على النغمات النهائية ("الفايناليس") للنغمات الثمانية المستخدمة في الاوكتوخوس اللاتيني.
منذ القرن العاشر تم تطبيق النغمات الثمانية على ثمانية نماذج مبسطة من المزمور التي اعتمدت على بدايات اللحن الموجودة في الأنتيفونات التي كانت ترتل على شكل تكرارات أثناء تلاوة المزمور وجعلت هذه الممارسة التحولات أكثر سلاسة، في قائمة الأنتيفونات التي يمكن العثور عليها في أقدم كتب التوناري كان يكتفى بالإشارة إلى البدايات اللحنية أو بدايات النص، في اقدم التونريات لم يتم تقديم أي نماذج للمزمور وتم إدراج بدايات اللحن من جميع أنواع الترانيم، ربما كان هذا فقط للتصنيف المقامي.
وفقًا لميشيل هوغلو فقد كان هناك توناري نموذجي يمثل بداية إصلاح الكارولنجيين لكنه ذكر في دراسة لاحقة توناري أقدم تم تقديمه كهدية من خلال الإرث البيزنطي وكان يحتوي على أنتيفونات للاحتفال بموكب الظهورية في عيد الغطاس وكان بترجمة لاتينية.
بدأت التوناريات (النغمات) في الانتشار بشكل واسع في مختلف المناطق خلال القرن العاشر، بحيث لم يكن يسمح بدراسة الاختلاف بين المدارس المحلية وفقًا للتصنيف المقامي ونسخها للأنماط المقامية وطريقتها الخاصة في استخدام ترتيل المزامير الكارولنجي، إنها أظهرت أيضًا الفروق الأساسية بين النقل المكتوب لتقاليد الترتيل اللاتينية واليونانية حسبما تطورت بين القرنين العاشر والثاني عشر وكان الاهتمام الرئيسي للمرتلين اللاتينيين هو تصنيف الألحان بدقة ووضوح وفقًا لتصورهم المحلي لنظام الأوكتوخوس.
أما المرتلون اليونانيون فلم يكونوا مهتمين على الإطلاق بهذا السؤال فقد كانوا يعرفون نماذج كل واحدة من الأوضاع من خلال أنواع بسيطة من التراتيل مثل التروباريون والهيرموي (النماذج اللحنية المستخدمة في صياغة الشعر بوزن القصائد الهيرمولوجية) ولكن الأنواع الأخرى مثل الستيشيرون والكونتاكيون يمكن أن تغير الأصداء داخل اللحن الخاص بها، لذا كان اهتمامهم الرئيسي يتمثل في العلاقة بين الصدى لصياغة تغييرات أنيقة ومتناسقة بينها.
وعلى العكس من ذلك فإن الشكل والوظيفة الخاصة للتوناري في نقل الترانيم أوضحت أن التصنيف المقامي للمرتلين اللاتينيين وفقًا للنغمات الثمانية للاوكتوخوس يجب أن يتم بشكل ثانوي ويتم استنتاجه من خلال التحليل النمطي للترنيمة وأنماطها اللحنية، في حين أن نقل الترنيمة التقليدية نفسها لم يقدم أي نموذج سوى النغمات المزمورية المستخدمة في تلاوة المزامير والأناشيد.
كان التوناري بمثابة القلب لنقل الترانيم الشفهية التي استخدمت خلال الإصلاح الكارولنجي وكوسيط له كان يجب أن يكون له تأثير قوي على ذاكرة المرتلين الموسيقية الذين استخدموه لحفظ الترنيمة الرومانية، بعد تأكيد المجمع الكنسي قدم الشارلمان العام تحذيرًا. لم يكن من الممكن أن يؤرخ النقل المكتوب من خلال مخطوطات الترانيم التي كانت تحمل تدوينًا كاملًا إلى فترة زمنية سابقة من الزمن بأكثر من ٢٠٠ عام تقريبًا بعد توجيهات شارلمان في الثلث الأخير من القرن العاشر، كما يبدو أن المرتلين الرومان الذين كان لا بد من تعلم تقاليدهم تعين عليهم بعد ١٠٠ عام على الأقل نسخ مجموعة ترانيمهم ولم تبق أي وثيقة تشهد على استخدام التوناريات بين المرتلين الرومان، ربما لم يكن لتأكيد البابا أدريان الأول لإصلاح الأوكتوخوس الشرقي أي عواقب على تقليد الترنيمة الرومانية وهو ما قد يكون التفسير الوحيد للنقل المكتوب حيث يمكن دراسته بين مخطوطات الترانيم الرومانية الفرنجية والرومانية القديمة.
عادة ما يتم ترتيب الأقسام الثمانية اللاتينية إلى "Tonus primus Autentus Protus" ،"Tonus secundus Plagi Proti" ،"Tonus tertius Autentus deuterus" وما الى ذلك، يتم افتتاح كل جزء بواسطة صيغة تنغيم باستخدام أسماء مثل "Noannoeane" للنغمات الاصلية و"Noeagis" للنغمات البلاجية، في كِتابُه النغمي النظري "Musica disciplina" "انضباط الموسيقى" سَأل اوريليان شخصًا يونانيًا عن معنى الأصوات وذكر أنه ليس لها أي معنى بل هي بالأحرى تعبير عن الفرح كما يستخدمها الفلاحون للتواصل مع حيواناتهم العاملة مثل الخيول، لم يكن هناك عادة تشابه دقيق بين المقاطع اللاتينية وأسماء النغمات اليونانية التي تم تعيينها للمقامات kyrioi and plagioi echoi ولكن سؤال اوريليان أوضح أن هذه الممارسة مأخوذة من المغنيين اليونانيين على عكس أوكتوخوس هاجيوبوليتان الذي استخدم نوعين إضافيين من الفثوارى مع مقطعين نانا ونيندو لتغيير النوع التوافقي واللوني، تم استبعاد النوع التوافقي واللوني من الاوكتوخوس اللاتيني وذلك وفقا للمنظرين الكارولينجيين.
منذ القرن العاشر اشتمل كتاب النغمات (توناري) على بعض الأناشيد النموذجية التي يتم فيها حفظ كل نغمة بآية واحدة، كانت الأكثر شيوعًا بين جميع التوناريات هي التي استخدمها غويدو أريتسو في أطروحته "Micrologus: "Primum querite regnum dei" ،"Secundum autem simile est huic وما إلى ذلك، من خصائصها الأخرى أيضًا أن النغمات اللحنية التي تسمى neumae تتبع صيغ التجويد أو الآيات التذكيرية ولكنها جميعًا توضح الجانب الإبداعي في نقل الترانيم.
وبالمقارنة مع المزامير البيزنطية التي استخدم فيها التدوين بطريقة اختزالية الى حد ما فإن الأنماط الدقيقة المستخدمة خلال ما يسمى "أطروحة الميلوس" تنتمي إلى التقليد الشفهي لمدرسة محلية ونظامها المقامي الخاص ونوعها الموسيقي. بالفعل كان سؤال نوع الإنشاد مرتبطًا بالتقاليد المحلية في العصور الوسطى ونقطة الإشارة للمرتلي الذين يؤدون نوعًا معينًا: أوكتويخوس هاجيوبوليتان وأنواعه (القصائد الغنائية وفقًا لنماذج الهيرمولوجيون والتروباريا للأوكتوخوس أو تروبولوجيون) أو طقوس كاتدرائية القسطنطينية (akolouthia asmatike) وكتبها الأسماتيكون والبسالتيكون والكونتاكاريون يمكن أن تكون بمثابة أمثلة هنا.

## مسألة الفواصل الزمنية ونقلها
النسب الدقيقة التي قسمت رباعي الأوتار لم تكن أبدًا موضوعًا لأطروحات العصور الوسطى اليونانية المعنية بالترانيم البيزنطية، أعطى الفصل بين علم الهارمونيكا الرياضي ونظرية الترنيمة مساحة لتكهنات مختلفة حتى إن افترضنا أن نفس التقسيم تم استخدامه في نظرية الموسيقى اللاتينية، حيث يعمل مع فترتين موسيقيتين مثل النغمة (9:8) والسيميتونيوم (256: 243) ومع ذلك فقد أشارت بعض الأطروحات إلى تقسيم الرباعيات إلى ثلاث فترات تسمى "النغمة العظيمة" (μείζων τόνος) التي غالبًا ما تتوافق مع الموضع البارز للنغمة الكاملة (9:8) و"النغمة الوسطى" (ἐἐἐάσσων τόνος) بين α و β، و"النغمة الصغيرة" (ἐνάχιστος τόνος) بين β وγ التي كانت عادةً فاصل زمني أكبر بكثير من نصف النغمة وكان هذا التقسيم شائعًا بين معظم التقسيمات بواسطة مختلف المنظرين اليونانيين القدماء الذين ذكرهم بطليموس في كتابه التوافقيات، قبل نظرية كريسانثوس (كان Eisagoge مجرد مقتطف في حين تم نشر Mega Theoretikon من قبل تلميذه Panagiotes Pelopides)، لم يتم ذكر النسب الدقيقة مطلقًا في نظرية الترنيمة اليونانية، نظامه المكون من 68 فاصلة الذي يعتمد على الاستخدام الفاسد للحسابات، يمكن إرجاعه إلى تقسيم 12:11 × 88:81 × 9:8 = 4:3 بين α و δ.

### الأصوات الموسيقية ونظامها الصوتي
على الرغم من أن كريسانثوس لم يذكر اسمه إلا أن أول من ذكر هذه النسب بدقة ابتداءً من الوتر المفتوح للوتار الثالث أو الوتر المتوسط للعود كان النظري العربي الفارابي في كتابه "كتاب الموسيقى الكبير" الذي كتب في النصف الأول من القرن العاشر، كانت إشاراته الصريحة إلى نظرية الموسيقى الفارسية واليونانية القديمة ممكنة بفضل الترجمات الحديثة للعربية والفارسية في مكتبة بغداد، وبفضلها كان للفارابي معرفة ممتازة أيضًا بنظرية الموسيقى اليونانية القديمة ومن المحتمل أن طريقة إظهار الفواصل بواسطة الأماكن على لوحة مفاتيح العود قد أخذت من الكندي، هنا لا يشار إلى الفواصل بالأبيات البيزنطية ولكن بواسطة أسماء الأماكن وكانت الأماكن المقابلة لـ β تسمى (وسطى زلزل) وذلك باسم لاعب العود البغدادي الشهير زلزل، يبدو أن نسبة موقع زلزل كانت نسبة مكررة في بغداد تستخدم نغمة متوسطة كبيرة تقترب جدًا من نغمة صغيرة بينما استخدمت مدرسة الموصلي نسبة 13:12 بدلاً من 12:11. ليس هنالك ما يشير إلى أن هذا التقسيم كان من أصل بيزنطي لذلك شعر العلماء الغربيون بالإغراء لنسب استخدام التقسيم المسمى "الموسيقى الناعمة" (diatonikos malakos) واللونية المستمدة منه على أنها تأثير الإمبراطورية العثمانية واعتبارها وجهة نظرهم في نظام teleion أيضًا كقاعدة لنظام النغمات البيزنطية. نظرًا لأن الفناريوت (فانر كانت منطقة يونانية في اسطنبول يقع فيها بطريركية الكنيسة اليونانية الأرثوذكسية) الذين قاموا بالتأليف أيضًا في المكملار فقد تبادل معلمو مدرسة الموسيقى الجديدة التابعة للبطريركية الواقعة حول خريسانثوس بالتأكيد مع الموسيقيين السفارديم والأرمانيين والصوفيين ولكن يعود تاريخ التبادل المكثف بين الموسيقيين البيزنطيين والعرب والفرس إلى أكثر من 1000 عام.
على عكس الأطروحات اللاتينية فلم يبق سوى عدد قليل من أطروحات الترانيم اليونانية ولم يكتب مؤلفوها شيئًا عن الفواصل الزمنية أو عن التحولات النغمية الدقيقة كجزء من ميلوس معين أو عن ممارسة غناء الأيسون (إيسوكراتيما). ظلت هذه الممارسات بلا منازع لأنها لا تزال جزءًا من التقاليد الحية حتى يومنا هذا، في حين أعيد اكتشاف الصراحة الغربية خلال القرن التاسع عشر ولم يعد الموسيقيون ولا علماء الموسيقى على دراية بها وهو ما يفسر سبب تجاهل الأوصاف المختلفة كما يمكن العثور عليها في بعض الأطروحات اللاتينية لفترة طويلة.
كانت نظرية الموسيقى اليونانية القديمة دائمًا نقطة مرجعية في أطروحات الترانيم اللاتينية ولا يمكن العثور على شيء مماثل لها في أطروحات الترانيم اليونانية قبل القرن الرابع عشر ولكن كان هناك عدد قليل من الأطروحات اللاتينية في القرن الحادي عشر التي لم تشير فقط إلى نظرية الموسيقى القديمة وجهاز teleion مع الأسماء اليونانية لعناصره، كان لديهم أيضًا أجزاء مخصصة للترنيمة البيزنطية، إن تقدير الترنيمة البيزنطية أمر مثير للدهشة لأنه يوجد عدد قليل جدًا من المؤلفين باستثناء بوثيوس الذين درسوا بالفعل الرسائل اليونانية وكانوا قادرين أيضًا على ترجمتها.

### استخدم العصور الوسطى للتحويل (μεταβολή κατὰ τόνον)
عرف المرتلون اللاتينيون عن المفهوم النظري لممارسة النقل منذ ترجمة بوثيوس لبطليموس، لا يمكن قول سوى القليل جدًا عما إذا كانوا قد فهموا الاستخدام العملي له، كانت هنالك معرفة بدائية يمكن العثور عليها في الأطروحات الكارولنجية Musica وScolica enchiriadis وكانت Musica enchiriadis أيضًا هي الأطروحة اللاتينية الوحيدة التي وثقت نظام النغمة الثانية إلى جانب نظام teleion لكنها لا تشرح على الإطلاق كيف عمل كلا النظامين معًا في الممارسة العملية.
لم يشرحها الهاجيوبوليت ولم يذكروا أي نظام نغمات ولا تونون كاتا لكن ربما كان هذا لأن إصلاح الترنيمة في القدس كان يهتم بشكل أساسي بنماذج بسيطة تتمثل في الهيرموي أو التروباريا، استخدمت البروتوبسالتس اليونانية النقل فقط في عدد قليل جدًا من مؤلفات الستشيراريون، على سبيل المثال المؤلفات التي تمر عبر جميع أنماط أوكتوخوس أو بعض التفاصيل الملزمية للتروباريا في الأسلوب المزموري والأسلوب المنفرد لطقوس كاتدرائية القسطنطينية، قد يفسر هذا أن تشارلز أتكينسون ناقش النظرية الكارولنجية بالمقارنة مع الباباديكاي اللاحقين، حيث تم تمثيل جميع عمليات النقل الممكنة بواسطة عجلة كوكوزيليا أو بواسطة القانون.
تُستخدم العجلات أيضًا في نظرية الموسيقى العربية منذ القرن الثالث عشر وكان الفارابي أول من بدأ تقليدًا طويلًا من العلوم الذي لم يحدد فيه فقط نسب النظام الدياتوني على لوحة مفاتيح العود بل أيضًا نسب جميع التحويلات الممكنة، كان يتعين من مستخدمي الأدوات التكيف مع تقليد معقد جدا الذي ربما كان تقليدًا صاخبًا إلى حد ما في أصوله.

## انظر ايضًا
- باباديك والاوكتوخوس النيوبيزنطي
- النظام الموسيقي لليونان القديمة
- موسيقى بيزنطية، الموسيقى التقليدية للإمبراطورية البيزنطية
- رئيس المرتلين (دمستق،لامباداريوس)، الرتب المختلفة للمرتلين المسؤولين عن البطريركية

### الناس
- اندرو اوف كريت، معلم يوحنا الدمشقي وكوزماس مايوما ومصلح الترتيل في دير مار سابا (القرن الثامن)
- چوزيف ث هيمنوجرافير، يوناني صقلي ومصلح الترتيل في دير ستوديوس (القرن التاسع)

### أطروحات الترانيم اليونانية
- Pseudo-Zosimos (1887–88). Berthelot, Marcellin; Ruelle, Charles-Émile (eds.). Collection des anciens alchimistes grecs. Vol. 3. ; Gombosi, Otto (1940). "Studien zur Tonartenlehre des frühen Mittelalters. III". Acta Musicologica. 12 (1/4): 39–44.مقتبس ومترجم إلى الألمانية : doi:10.2307/931952. JSTOR 931952
- "Paris, Bibliothèque nationale, fonds grec, Ms. 360, ff.216r-237v", Βιβλίον ἁγιοπολίτης συγκροτημένον ἔκ τινων μουσικῶν μεθόδων [كتاب الpolis المقدس "القدس" الذي يوحد الأساليب الموسيقية المختلفة] في مجموعة من أطروحات القواعد الأساسية وأجزاء من الmathemataria وmenologion (القرن الثاني عشر)، راجع الطبعة: Raasted، Jørgen، ed. (1983)، القديسون: رسالة بيزنطية في النظرية الموسيقية (PDF), Cahiers de l'Institut du Moyen-Âge Grec et Latin, vol. 45, Copenhagen: Paludan.
- Bellermann, Johann Friedrich; Najock, Dietmar, eds. (1972), Drei anonyme griechische Traktate über die Musik, Göttingen: Hubert.
- Hannick, Christian; Wolfram, Gerda, eds. (1997), Die Erotapokriseis des Pseudo-Johannes Damaskenos zum Kirchengesang, Monumenta Musicae Byzantinae - Corpus Scriptorum de Re Musica, vol. 5, Vienna: Verlag der Österreichischen Akademie der Wissenschaften, ISBN 978-3-7001-2520-4

### الأطروحات اللاتينية والنغمات (القرن السادس إلى الثاني عشر)
- Boethius, Anicius Manlius Severinus (1844–1904), "De institutione musica, liber IV", in Migne, Jacques-Paul (ed.), Patrologia cursus completus, series latina, vol. 63, Paris: Garnier, pp. [col.1245–1286]
- "Valenciennes, Bibliothèque municipale (F-VAL) Ms. 337 (olim 325, 359), fol. 42v-79v". Musica and Scolica enchiriadis in the treatise collection of the Abbey Saint-Amand (10th century). Retrieved 14 April 2012. Edition: Gerbert, Martin, ed. (1784). "Musica enchiriadis & Scholia enchiriadis de arte musica". Scriptores Ecclesiastici de Musica Sacra Potissimum. Vol. 1 (Hildesheim 1963 reprint ed.). St Blaise. pp. 152–212.
- Hucbald. "Prague, Národní knihovna (dríve Universitní knihovna), Ms. XIX.C.26, fol. 19-28". Tonary "De harmonica institutione" with Lorrain neumes and Greek terminology in a treatise collection (ca. 1100). Retrieved 3 June 2019. Edition: Gerbert, Martin, ed. (1784). "Ubaldi seu Hucbaldi Monachi Elnonensis opuscula de musica". Scriptores Ecclesiastici de Musica Sacra Potissimum. Vol. 1 (Hildesheim 1963 reprint ed.). St Blaise. pp. 103–125.
- Aurelian of Réôme. "Valenciennes, Bibliothèque municipale, Ms. 148, fol. 57-89". "Musica disciplina" with intonations in later added Paleofrankish neumes, Abbey Saint-Amand (ca. 880-885). Gallica. Retrieved 8 October 2012. Edition 1: Gerbert, Martin, ed. (1784). "Aureliani Reomensis Musica disciplina". Scriptores ecclesiastici de musica sacra potissimum. Vol. 1 (Hildesheim 1963 reprint ed.). St Blaise: Typis San-Blasianis. pp. 27–63. Edition 2: Gushee, Lawrence, ed. (1975). "Aureliani Reomensis Musica disciplina". Corpus scriptorum de musica. Vol. 21. Rome: American Institute of Musicology. pp. 136–153.
- "Prague, Národní knihovna (dríve Universitní knihovna), Ms. XIX.C.26, fol. 1-11". توناري بالحبر الاحمر ("Primus igitur lydius...") التابع ل"Ratio breviter super musicum cum tonario [fol. 4r]" مع Lorrain neumes والمصطلحات اليونانية (شبيه من مجموعة اطروحات "alia musica") (حوالي 1100). تم الاسترجاع 22 مارس 2012.
- Berno of Reichenau. "St. Gallen, Stiftsbibliothek, Cod. Sang. 898, p. 2–25". "De consona tonorum diversitate" مع النغمات في "Bernonis Epistolae cum sermonibus et hymnis", St. Gall Abbey, نسخة من مجموعة مخصصة للملك هنري الثالث (القرن الحادي عشر). تم الاسترجاع 30 ديسمبر 2011.
- Guido of Arezzo (1784), "Micrologus" في جربرت، مارتن (محرر)، Scriptores ecclesiastici de musica sacra potissimum, vol. 2 (Hildesheim 1963 reprint ed.), St Blaise: Typis San-Blasianis, pp. 2–24.
- Hartvic (copyist). "Munich, Bayerische Staatsbibliothek, Ms. Clm 14272, fol. 175-181" تجميع النغمات النظرية alia musica (مخطوطة M) مع نغمات نيوميد، مزمور، وقواعد نغمية إضافية من Abbey St. Emmeram، Regensburg (1006-1028). تم الاسترجاع 2 يناير 2012. الطبعة: تشايلي، جاك، أد. (1965)، Alia musica (Traité de musique du IXe siècle): Édition critique commentée avec une introduction sur l'origine de la nomenclature modale pseudo-grecque au Moyen-Âge Paris: Centre de documentation universitaire et Société d'édition d'enseignement supérieur réunis.
- "Paris, Bibliothèque Nationale, fonds lat., Ms. 7211, fol. 54-71". تجميع النغمات الموسيقية ل "Alia musica" في مجموعة أطروحات من St-Pierre de Luxeuil (القرن الثاني عشر). تم الاسترجاع 15 يناير 2012. الطبعة: جربرت ، مارتن، أد. (1784). "Alia musica". Scriptores ecclesiastici de musica sacra potissimum. Vol. 1 (Hildesheim 1963 reprint ed.). St Blaise: Typis San-Blasianis. pp. 125–152.

## كتب التراتيل بتدوين الاوكتوخوس

### التدوين البيزنطي القديم (القرنين العاشر والثالث عشر)
- "الجبل المقدس آثوس، دير اللافرا الكبير، Ms γ 12". التريوديون اليوناني غير المكتمل والبنتيكستاريون مع تدوين شارتر وثيتا البيزنطي القديم (القرن العاشر).
- "سيناء دير سانت كاترين Ms. Gr. 1219" الستيتشيراونيون اليوناني مع تدوين شارتر البيزنطي القديم (القرن الحادي عشر).
- "الجبل المقدس آثوس، موني فاتوباديو، Ms 1488". التريديون والبنتيكوستاريون والاوكتوخوس مع تدوين كويسلان (السجل القياسي للدورة المتحركة) وتدوين شارتر (الاوكتوخوس والابوكريفات) (القرن الحادي عشر). مكتبة الكونغرس.
- "سيناء دير سانت كاترين Ms. Gr. 1219" الستيتشيراونيون اليوناني مع تدوين شارتر البيزنطي القديم (القرنين الحادي عشر والثاني عشر).
- "Moscow, Rossiysky Gosudarstvenny Archiv Drevnich Aktov (РГАДА), Fond 381 Ms. 152" ستيكيراريون الكنيسة السلافية القديمة (Menaion من 1 سبتمبر حتى 2 فبراير) مع تدوين znamenny (القرن الثاني عشر).
- "Paris, Bibliothèque nationale, fonds grec, Ms. 356". جزء من مينايون (أكتوبر-يوليو) مكتوب بتدوين كويزلين المطور (حوالي 1200).
- "جبل سيناء دير سانت كاترين Ms. Syr. 261" ستشيراريون سرياني مكتوب بتدوين كويسلين من دير سانت كاترين (القرن الثالث عشر). تم الاسترجاع 15 أغسطس 2012.

### كتب التراتيل اللاتينية والتوناريات المدونة
- "Paris, Bibliothèque Nationale de France, fonds. lat., Ms. 13159, fol. 167-167'". Tonaryfragment of St. Riquier in the "Psalter of Charlemagne" (ed. by Huglo 1971, 26-28). تم الاسترجاع 15 يناير 2012.
- "Metz, Médiathèque, Ms. 351, fol. 66-76" توناري ميتز (نسخة 878). مؤرشفة من الأصلي في 26 أبريل 2012. تم الاسترجاع 30 ديسمبر 2011.
- "Laon, Bibliothèque municipale, Ms. 118, fol. A.1'-A.12'" الكتاب المتدرج-السرانتيون والكتاب الانجيلي لدير سانت دوني (القرن التاسع المتأخر). تم الاسترجاع 22 مارس 2012.
- "Einsiedeln, Stiftsbibliothek, Ms. 121, p. 417-427" مزمور القربانات في نوتكر من دير أينزيدلن (960-970). تم الاسترجاع 4 يناير 2012.
- "Staatsbibliothek Bamberg, Msc.Lit.5, fol. 5-27" توناري الريشينو (تم نسخه عام 1001 في Reichenau). تم الاسترجاع 30 ديسمبر 2011.
- William of Volpiano. "Montpellier, Bibliothèque Inter-Universitaire, Section Médecine, Ms. H159, pp.7-322" Toner-Gradual & Antiphonary of the Abbey St. Bénigne in Dijon. Retrieved 30 December 2011. النسخة: Codex H. 159 de la Bibliothèque de l'École de médecine de Montpellier: Antiphonarium tonale missarum, XIe siècle Paléographie musicale. Vol. 7–8. Solesmes: Abbaye Saint-Pierre de Solesmes. 1901–1905.
- "Paris, Bibliothèque Nationale, fonds lat., Ms. 1121" Troper, Sequentiary, and Tonary of St. Martial de Limoges, Adémar de Chabannes (11th century). تم الاسترجاع 30 ديسمبر 2011.
- "Paris, Bibliothèque Nationale, fonds lat., Ms. 909" Troper, Sequentiary, and Tonary of St. Martial de Limoges (القرن الحادي عشر). تم الاسترجاع 30 ديسمبر 2011.
- "Paris, Bibliothèque Nationale, fonds lat., Ms. 1118" Troper, Tonary, Sequentiary and Proser from Southwestern France, Région d'Auch (القرن الحادي عشر) تم الاسترجاع 30 ديسمبر 2011.

## دراسات
- Alexandru, Maria (2000). Studie über die 'großen Zeichen' der byzantinischen musikalischen Notation unter besonderer Berücksichtigung der Periode vom Ende des 12. bis Anfang des 19. Jahrhunderts. University Copenhagen.
- Amargianakis, George (1977). "An Analysis of Stichera in the Deuteros Modes: The Stichera idiomela for the Month of September in the Modes Deuteros, Plagal Deuteros, and Nenano; transcribed from the Manuscript Sinai 1230 <A.D. 1365>" (PDF). Cahiers de l'Institut du Moyen-Âge Grec et Latin. 22–23: 1–269.
- Atkinson, Charles M. (2001). "Tonus in the Carolingian Era: A Terminal Spannungsfeld.". In Bernhard, Michael (ed.). Quellen und Studien zur Musiktheorie des Mittelalters (PDF). München: Verlag der Bayerischen Akademie der Wissenschaften. pp. 19–46. ISBN 978-3-76-966008-1.
- Atkinson, Charles M. (2008). العلاقة الحرجة: نظام النغمات والوضع والتدوين في موسيقى العصور الوسطى المبكرة Oxford, New York [etc.]: Oxford University Press. ISBN 978-0-19-514888-6.
- Busse Berger, Anna Maria (2005), موسيقى العصور الوسطى وفن الذاكرة Berkeley, Los Angeles: University of California Press, ISBN 978-0-19-514888-6.
- Chrysanthos of Madytos (1832), Θεωρητικὸν μεγὰ τῆς Μουσικῆς riest: Michele Weis, ، تم الاسترجاع في 11 أبريل 2012.
- Floros, Constantin; Neil K. Moran (2009). The Origins of Russian Music - Introduction to the Kondakarian Notation. Frankfurt/Main etc.: Lang. 978-3-631-59553-4.
- Frøyshov, Stig Simeon R. (2007). "التطور المبكر للنظام الليتورجي ذي الأوضاع الثمانية في القدس" Saint Vladimir's Theological Quarterly. 51: 139–178. تم الاسترجاع 20 أبريل 2012.
- Gerlach, Oliver (2009). Im Labyrinth des Oktōīchos – Über die Rekonstruktion mittelalterlicher Improvisationspraktiken in liturgischer Musik. Vol. 2. Berlin: Ison. Ison. ISBN 9783000323065. تم الاسترجاع 14 أبريل 2012.
- Gerlach, Oliver (2012). "About the Import of the Byzantine Intonation Aianeoeane in an 11th Century Tonary". In Altripp, Michael (ed.). Byzanz in Europa. Europas östliches Erbe: Akten des Kolloquiums 'Byzanz in Europa' vom 11. bis 15. Dezember 2007 in Greifswald. Studies in Byzantine History and Civilization. Vol. 2. Turnhout: Brepols. pp. 172–183. doi:10.1484/M.SBHC_EB.1.100945. ISBN 978-2-503-54153-2.
- Gushee, Lawrence (1980) [1962], The Musica Disciplina of Aurelian of Réôme: A Critical Text and Commentary, vol. 2, Michigan: Ann Arbor.
- Hannick, Christian, ed. (1991). Rhythm in Byzantine Chant – Acta of the Congress held at Hernen Castle in November 1986. Hernen: Bredius Foundation.
- Huglo, Michel (1971), Les Tonaires: Inventaire, Analyse, Comparaison, Publications de la Société française de musicologie, vol. 2, Paris: Société française de musicologie.
- Huglo, Michel (2000), "Grundlagen und Ansätze der mittelalterlichen Musiktheorie", in Ertelt, Thomas; Zaminer, Frieder (eds.), Die Lehre vom einstimmigen liturgischen Gesang, Geschichte der Musiktheorie, vol. 4, Darmstadt: Wissenschaftliche Buchgesellschaft, pp. 17–102, ISBN 978-3-534-01204-6.
- Husmann, Heinrich (1970). "Die oktomodalen Stichera und die Entwicklung des byzantinischen Oktoëchos". Archiv für Musikwissenschaft. 27 (4): 304–325. doi:10.2307/930047. JSTOR 930047.
- Husmann, Heinrich; Jeffery, Peter. "موسيقى الكنيسة السورية" Grove Music Online. تم الاسترجاع 20 أبريل 2012.
- Jacobsthal, Gustav (1897). Die chromatische Alteration im liturgischen Gesang der abendländischen Kirche. Berlin: Springer.
- Jeffery, Peter (2001), "The Earliest Oktōēchoi: The Role of Jerusalem and Palestine in the Beginnings of Modal Ordering", دراسة أناشيد العصور الوسطى: المسارات والجسور، الشرق والغرب؛ تكريما لكينيث ليفي Woodbridge, Suffolk: Boydell Press, pp. 147–209, ISBN 978-0-85115-800-6, تم الاسترجاع 14 أبريل 2012.
- Jeffery, Peter, "Oktōēchos" Grove Music Online. Oxford Music Online تم الاسترجاع في 26 أكتوبر 2011.
- Makris, Eustathios (2005). "The Chromatic Scales of the Deuteros Modes in Theory and Practice". Plainsong and Medieval Music. 14: 1–10. doi:10.1017/S0961137104000075. ISSN 0961-1371. S2CID 162385479.
- Maloy, Rebecca (2009). "Scolica Enchiriadis and the 'non-Diatonic' Plainsong Tradition". Early Music History. 28: 61–96. doi:10.1017/S0261127909000369. S2CID 192197222.
- Manik, Liberty (1969). Das arabische Tonsystem im Mittelalter. Leiden: Brill.
- Lingas, Alexander (1999). "ممارسة الأداء وسياسة نسخ الترنيمة البيزنطية" (PDF). Acta Musicae Byzantinae: Revista Centrului de Studii Bizantine Iaşi. 6: 56–76. تم الاسترجاع 11 أغسطس 2013.
- Möller, Hartmut (1993). "Zur Frage der musikgeschichtlichen Bedeutung der ʻacademiaʼ am Hofe Karls des Großen: Die Musica Albini". In Frobenius, Wolf; Schwindt-Gross, Nicole; Sick, Thomas (eds.). Akademie und Musik. Erscheinungsweisen und Wirkungen des Akademiegedankens in Kultur- und Musikgeschichte: Institutionen, Veranstaltungen, Schriften. Festschrift für Werner Braun zum 65. Geburtstag, zugleich Bericht über das Symposium. Saarbrücker Studien zur Musikwissenschaft. Saarbrücken: Saarbrücker Druckerei und Verlag. pp. 269–288. ISBN 978-3-925036-82-8.
- Neubauer, Eckhard (1998), "The Eight" Ways' of Arabic Music Theory and the Oktoechos - Kin Misgah, Al-Kindi and the Syrian-Byzantine oktwe, "Arabic Music Theory fory fory fore fore fore frominginginge fore fore foring the to the 6/12. منشورات معهد تاريخ العلوم العربية الإسلامية: علم الموسيقى في الإسلام، المجلد 3، فرانكفورت أم ماين: معهد تاريخ العلوم العربية الإسلامية، ص.
- Neubauer, Eckhard (1990). "Arabische Anleitungen zur Musiktherapie". Zeitschrift für Geschichte der Arabisch-islamischen Wissenschaften. 6: 227–272.
- Phillips, Nancy (2000), "Notationen und Notationslehren von Boethius bis zum 12. Jahrhundert", in Ertelt, Thomas; Zaminer, Frieder (eds.), Die Lehre vom einstimmigen liturgischen Gesang, Geschichte der Musiktheorie, vol. 4, Darmstadt: Wissenschaftliche Buchgesellschaft, pp. 293–324, ISBN 978-3-534-01204-6.
- Pfisterer, Andreas (2002). Cantilena Romana: Untersuchungen zur Überlieferung des gregorianischen Chorals. Paderborn: Schöningh. ISBN 978-3-506-70631-7.
- Poliakova, Svetlana (June 2009). "Sin 319 and Voskr 27 and the Triodion Cycle in the Liturgical Praxis in Russia during the Studite Period" (PDF). Lissabon: Universidade Nova de Lisboa. تم الاسترجاع 19 أبريل 2012.
- Powers, Harold, "Mode, § II Medieval Modal Theory, 1. The Elements, (ii) The Byzantine Model: oktōēchos", Grove Music Online. Oxford Music Online, تم الاطلاع عليه في 26 أكتوبر 2011.
- Raasted, Jørgen (1966). Intonation Formulas and Modal Signatures in Byzantine Musical Manuscripts. Monumenta Musicae Byzantinae, Subsidia. Vol. 7. Copenhagen: E. Munksgaard.
- Raasted, Jørgen (1988). "Die Jubili Finales und die Verwendung von interkalierten Vokalisen in der Gesangspraxis der Byzantiner". In Brandl, Rudolf Maria (ed.). Griechische Musik und Europa: Antike, Byzanz, Volksmusik der Neuzeit; Symposion "Die Beziehung der griechischen Musik zur Europäischen Musiktradition" vom 9. - 11. Mai 1986 in Würzburg. Orbis musicarum. Aachen: Ed. Herodot. pp. 67–80. ISBN 978-3-924007-77-5.
- Richter, Lukas. "Zosimus of Panopolis". Grove Music Online.
- Strunk, William Oliver (1942). "النظام النغمي للموسيقى البيزنطية". The Musical Quarterly. 28 (2): 190–204. doi:10.1093/mq/XXVIII.2.190.
- Strunk, William Oliver (1945). "التنغيم والتوقيعات بالأساليب البيزنطية". The Musical Quarterly. 31 (3): 339–355. doi:10.1093/mq/XXXI.3.339.
- Strunk, William Oliver (1960). "انتيفونات الاوكتوخوس". A Musicological Offering to Otto Kinkeldey Upon the Occasion of His 80th Anniversary — Journal of the American Musicological Society. 13: 50–67. تم الاسترجاع 11 أبريل 2012.
- Taft, Robert (1977). "تطور القداس الإلهي البيزنطي'". Orientalia Christiana Periodica. 43: 8–30. تم الاسترجاع 11 أبريل 2012.
- Tillyard, H. J. W. (1935). Handbook of the middle Byzantine musical notation. Monumenta Musicae Byzantinae, Subsidia. Vol. 1. Copenhagen: Levin & Munksgaard.
- Troelsgård, Christian (2007). "A New Source for the Early Octoechos? Papyrus Vindobonensis G 19.934 and its musical implications". Proceedings of the 1st International Conference of the ASBMH (PDF). pp. 668–679. تم الاسترجاع 14 أبريل 2012.
- Troelsgård, Christian (2011). Byzantine neumes: A New Introduction to the Middle Byzantine Musical Notation. Monumenta musicae byzantinae, Subsidia. Vol. 9. Copenhagen: Museum Tusculanum Press. ISBN 978-87-635-3158-0.
- Troelsgård, Christian. "Psalm, § III Byzantine Psalmody". Grove Music Online. Oxford Music Online. تم الاسترجاع في 20 أبريل 2012.
- Wellesz, Egon (1961). تاريخ الموسيقى البيزنطية والترنيمة. أكسفورد: مطبعة كلارندون. ISBN 978-0-19-816111-0.
- Werner, Eric (1948), "أصل الأوضاع الثمانية في الموسيقى", Hebrew College Annual, 21: 211–255.

## روابط خارجية
- Jeffery, Peter (4 December 2010). "في أصول التقليد الموسيقي البيزنطي: الأوضاع الثمانية". White Plains: Axion Estin Foundation. تم الاسترجاع 29 يناير 2013.
- Meyer, Christian; et al. "مصادر نظرية الموسيقى في العصور الوسطى". Bayerische Akademie der Wissenschaften online. اطلع عليه بتاريخ 16 يناير 2012.
- "Thesaurus Musicarum Latinarum". Index for the 9th-11th century. Jacobs School of Music, Indiana University Bloomington, IN 47405. اطلع عليه بتاريخ 22 مارس 2012.
- ابن المنادجدجبم (بالفرنسية).